# Atrapa aquest maniquí
Atrapa aquest maniquí (títol original: Mannequin 2) és una pel·lícula romàntica de 1991 i seqüela parcial de Mannequin. Ha estat doblada al català.

## Argument
El príncep William cau perdudament enamorat de la camperola Jessie, la qual cosa no estava en els plans de la Reina Ismelda, que ordena al sinistre bruixot de la cort la converteixi en un maniquí. L'acció continua en l'època actual a Filadèlfia, quan inicia el seu primer dia de treball el jove Jason. Tot el lloc es revoluciona amb l'arribada d'una delegació del regne de Hauptmann-Koeing per promoure els atractius turístics del lloc, encapçalada per l'antipàtic Comte Spretzie, que muntarà una exposició d'objectes típics. Entre ells, la bella convertida en maniquí. Jason se n'enamora perdudament de la Jessie convertida en maniquí, i no triga a descobrir que, traient-li el collaret, ella torna a la vida.

## Repartiment
- Kristy Swanson: Jessie
- William Ragsdale -Jason Williamson/Principe William
- Meshach Taylor: Hollywood Montrose/Doorman
- Terry Kiser: Comte Gunther Spretzle/Jardiner
- Stuart Pankin: M. James
- Cynthia Harris: Mare de Jason/Queen
- Andrew Hill Newman: Andy Ackerman